# L album
《L album》은 KinKi Kids의 13번째 정규 음반이다.

## 수록곡

### 초회한정반

#### DISC LOVE
1. むくのはね / 무구한 날개
작사·작곡: 타마키 코지 / 편곡: 요시다 켄
2. 勇敢な君に / 용감한 그대에게
작사·작곡: 야노 아키코 / 편곡: 타케베 사토시
3. まだ涙にならない悲しみが / 아직 눈물이 되지 않은 슬픔이
작사: 마츠이 고로 / 작곡: 오다 테츠로 / 편곡: 카메다 세이지
4. この月は沈まない / 이 달은 저물지 않아
작사: 마츠이 고로 / 편곡: 세가와 코헤이 / 편곡: 이쿠타 마신
5. Cool Beauty
작사: Satomi / 작곡: 하야시다 켄지 / 편곡: CHOKKAKU
6. 3－2－1
작사·작곡: 미야자키 아유미 / 편곡: 미야자키 아유미, 이시즈카 토모키
7. Stand by me
작사: Komei Kobayashi / 작곡·편곡: 타나카 나오
8. i love you
작사·작곡·편곡: 요시다 켄
9. 恋は匂へと散りぬるを / 향기로운 사랑도 언젠가 지는 법
작사·작곡·편곡: 요시다 켄

#### DISC LIFE
1. スピード / 스피드
작사·작곡: 오쿠다 타미오 / 편곡: 시라이 료메이
2. 命のキセキ / 생명의 기적
작사·작곡: 타카미자와 토시히코 / 편곡: CHOKKAKU
3. 変わったかたちの石 / 특이한 모양의 돌
작사: 아키모토 야스시 / 작곡: 마시코 타츠로 / 편곡: 타케베 사토시
4. Tomorrow again
작사: 마에다 타카히로 / 작곡: 하라 카즈히라 / 편곡: 이에하라 마사키
5. ウタカタ / 물거품
작사: 아사다 신이치 / 작곡: 이노우에 신지로 / 편곡: CHOKKAKU
6. Morning Glory
작사: 이데 코지 / 작곡: 이노우에 닛토쿠 / 편곡: 시미즈 타케히토
7. WELCOME
작사: 후지와라 마사키 / 작곡·편곡: 에가미 코타로

DVD (초회한정반)
1. 〈変わったかたちの石 특이한 모양의 돌〉 music clip
2. 〈まだ涙にならない悲しみが 아직 눈물이 되지 않은 슬픔이〉 music clip
3. 〈恋は匂へと散りぬるを 향기로운 사랑도 언젠가 지는 법〉 music clip

### 통상반

#### DISC LOVE
1. むくのはね / 무구한 날개
2. 勇敢な君に / 용감한 그대에게
3. まだ涙にならない悲しみが / 아직 눈물이 되지 않은 슬픔이
4. この月は沈まない / 이 달은 저물지 않아
5. Cool Beauty
6. ３－２－１
7. Stand By Me
8. i love you
9. 恋は匂へと散りぬるを / 향기로운 사랑도 언젠가 지는 법
10. Candle Night
작사: Komei Kobayashi / 작곡: Kiyohito Komatsu, Samuel Waermo / 편곡: Janne Huttunen, Pessi Levanto / 코러스 어레인지: Ko-saku

#### DISC LIFE
1. スピード / 스피드
2. 命のキセキ / 생명의 기적
3. 変わったかたちの石 / 특이한 모양의 돌
4. Tomorrow Again
5. ウタカタ / 물거품
6. Morning Glory
7. WELCOME
8. 君らしく生きる君が好きだ / 너답게 살아가는 너가 좋다
작사: 아키모토 야스시 / 작곡: 마카이노 코지 / 편곡: 이쿠타 마신 / 코러스 어레인지: Ko-saku